# Элсон, Карен
Ка́рен Э́лсон (англ. Karen Elson; род. 14 января 1979, Олдем, Большой Манчестер) — британская певица, автор песен, гитаристка и фотомодель.

## Биография
Карен Элсон родилась 14 января 1979 года в Олдеме (Большой Манчестер, Англия, Великобритания). У неё есть сестра-близнец — Кейт Элсон, кинопродюсер и фотомодель.

## Карьера
Карен начала карьеру фотомодели в 1995 году.
В 2004 году она также начала карьеру музыканта.

## Личная жизнь
В 2005—2013 года Карен была замужем за музыкантом Джеком Уайтом (род.1975). У бывших супругов есть двое детей — дочь Скарлетт Тереза Уайт (род.02.05.2006) и сын Генри Ли Уайт (род.07.08.2007). В 2024 году вышла замуж за владельца студии Electric Lady Ли Фостера. В данный момент Карен вместе с детьми проживает в Нашвилле (штат Теннесси, США).